# Gwijde I van Blois
Gwijde I van Blois ook gekend als Gwijde van Châtillon (overleden op 12 augustus 1342) was van 1307 tot 1342 graaf van Blois, graaf van Dunois en heer van Avesnes, Trélon, Guise, enz. 

## Levensloop
Gwijde was de oudste zoon van graaf Hugo II van Blois en Beatrix van Dampierre, dochter van de graaf van Vlaanderen Gwijde van Dampierre. In 1310 huwde hij met Margaretha van Valois, dochter van graaf Karel van Valois. Ze kregen minstens drie kinderen:
- Lodewijk I (overleden in 1346), graaf van Blois
- Karel (1319-1364), huwde met hertogin Johanna van Bretagne
- Maria, huwde in 1334 met hertog Rudolf van Lotharingen en daarna met graaf Frederik VII van Leiningen-Dagsburg.

In 1307 volgde hij zijn overleden vader op als graaf van Blois. Hij bleef dit graafschap besturen tot aan zijn dood in 1342. Tijdens zijn bewind nam Gwijde in 1315 deel aan de expeditie van koning Lodewijk X van Frankrijk tegen graaf Robrecht III van Vlaanderen en aan de vroege fases van de Honderdjarige Oorlog. 

## Voorouders
| Voorouders van Gwijde I van Blois (-1342) | Voorouders van Gwijde I van Blois (-1342)                              | Voorouders van Gwijde I van Blois (-1342)                              | Voorouders van Gwijde I van Blois (-1342)                              | Voorouders van Gwijde I van Blois (-1342)                              | Voorouders van Gwijde I van Blois (-1342)                                           | Voorouders van Gwijde I van Blois (-1342)                                           | Voorouders van Gwijde I van Blois (-1342)                                | Voorouders van Gwijde I van Blois (-1342)                                |
| ----------------------------------------- | ---------------------------------------------------------------------- | ---------------------------------------------------------------------- | ---------------------------------------------------------------------- | ---------------------------------------------------------------------- | ----------------------------------------------------------------------------------- | ----------------------------------------------------------------------------------- | ------------------------------------------------------------------------ | ------------------------------------------------------------------------ |
| Overgrootouders                           | Hugo V van Saint-Pol (1197-1248) ∞ Maria van Blois (1205-1241)         | Hugo V van Saint-Pol (1197-1248) ∞ Maria van Blois (1205-1241)         | Hendrik II van Brabant (1207-1248) ∞ Maria van Zwaben (1201-1235)      | Hendrik II van Brabant (1207-1248) ∞ Maria van Zwaben (1201-1235)      | Willem II van Dampierre (1196-1231) ∞ 1233 Margaretha II van Vlaanderen (1202-1280) | Willem II van Dampierre (1196-1231) ∞ 1233 Margaretha II van Vlaanderen (1202-1280) | Hendrik V van Luxemburg (1216-1281 ∞ 1240 Margaretha van Bar (1220-1275) | Hendrik V van Luxemburg (1216-1281 ∞ 1240 Margaretha van Bar (1220-1275) |
| Grootouders                               | Gwijde III van Saint-Pol (-1289) ∞ Mathilde van Brabant (1224-1288)    | Gwijde III van Saint-Pol (-1289) ∞ Mathilde van Brabant (1224-1288)    | Gwijde III van Saint-Pol (-1289) ∞ Mathilde van Brabant (1224-1288)    | Gwijde III van Saint-Pol (-1289) ∞ Mathilde van Brabant (1224-1288)    | Gwijde van Dampierre (1226–1305) ∞ Isabella van Luxemburg (1247-1298)               | Gwijde van Dampierre (1226–1305) ∞ Isabella van Luxemburg (1247-1298)               | Gwijde van Dampierre (1226–1305) ∞ Isabella van Luxemburg (1247-1298)    | Gwijde van Dampierre (1226–1305) ∞ Isabella van Luxemburg (1247-1298)    |
| Ouders                                    | Hugo II van Blois (1258-1307) ∞ 1313 Beatrix van Dampierre (1272-1304) | Hugo II van Blois (1258-1307) ∞ 1313 Beatrix van Dampierre (1272-1304) | Hugo II van Blois (1258-1307) ∞ 1313 Beatrix van Dampierre (1272-1304) | Hugo II van Blois (1258-1307) ∞ 1313 Beatrix van Dampierre (1272-1304) | Hugo II van Blois (1258-1307) ∞ 1313 Beatrix van Dampierre (1272-1304)              | Hugo II van Blois (1258-1307) ∞ 1313 Beatrix van Dampierre (1272-1304)              | Hugo II van Blois (1258-1307) ∞ 1313 Beatrix van Dampierre (1272-1304)   | Hugo II van Blois (1258-1307) ∞ 1313 Beatrix van Dampierre (1272-1304)   |

- Gemeinsame Normdatei: 136200494
- Virtual International Authority File: 80586332